# Estació de La Faloise
L'estació de La Faloise és una estació ferroviària situada al municipi francès de La Faloise (al departament del Somme).
És servida pels trens del TER Picardie.
| Provinença | Estació anterior | Línia        | Estació següent        | Destinació |
| ---------- | ---------------- | ------------ | ---------------------- | ---------- |
| Amiens     | Ailly-sur-Noye   | TER Picardie | Breteuil-Embranchement | Paris-Nord |